# 王存禮 (天順進士)
王存禮（1420年—？），字景節，浙江金華府金華縣人，明朝政治人物。同進士出身。

## 生平
景泰四年（1453年）癸酉科浙江鄉試第二十名。天順元年（1457年）丁丑科會試二百三十八名，殿試登進士第三甲第四十名。曾任福建汀州府知府。

## 家族
曾祖父王受益。祖父王仁善。父亲王子昌。